# Jerzy Przeździecki
Jerzy Tadeusz Przeździecki (ur. 8 kwietnia 1927 w Sosnowcu, zm. 11 grudnia 2020 w Warszawie) – polski prozaik, autor sztuk scenicznych, utworów dla młodzieży oraz scenarzysta filmowy. Na stałe mieszkający i od lat tworzący w Warszawie.

## Życiorys
Urodził się w rodzinie Jana, inżyniera, profesora Szkoły Górniczej w Dąbrowie Górniczej, i Marii z Szeligowskich, urzędniczki. W dzieciństwie mieszkał w Sosnowcu i Łagiewnikach.
W okresie okupacji niemieckiej, w 1940 przebywał w niemieckich obozach repatriacyjnych w Żurawicy i Pabianicach. Następnie mieszkał w Sosnowcu, Jeleśni i pracował jako sprzedawca, ślusarz, górnik. Zatrzymany przez Niemców, został wysłany do pracy w kopalni „Milowice”. W latach 1942–1944 uczęszczał na tajne kursy z literatury i języka angielskiego zorganizowane w mieszczącym się przy kopalni Stalagu VIII B. Od 1943 działał w konspiracji jako żołnierz Armii Krajowej pseudonim „Witold”, otrzymał stopień porucznika. 
Po wojnie uczył się w szkole średniej w Bytomiu, a od 1945/46 w Gimnazjum i Liceum dla Pracujących w Pruszkowie. W latach 1945–1946 współtworzył AK – akademicki „Teatr na Wiśle” w Warszawie i od okresu swojego uczestnictwa w owym wiślanym – teatralnym „rejsie” (Warszawa – Gdańsk – Gdynia), opisanym w powieści swego autorstwa pt. „Znak życia” pracuje dla teatru. 
Po ukończeniu gimnazjum, w 1947 został aresztowany przez UB i do października przebywał w więzieniu. Przez dwa lata studiował w Szkole Głównej Handlowej w Warszawie. Równocześnie pracował jako tłumacz z języka angielskiego w Misji UNRRA i Ambasadzie Brytyjskiej. W latach 1949–1955 był wykładowcą w Państwowym Liceum Techniki Teatralnej w Warszawie. W latach 1957–1958 był konsultantem Ministerstwa Kultury i Sztuki do spraw Teatru i Estrady. W latach 1965–1973 wykładał na Państwowej Wyższej Szkole Teatralnej w Warszawie. W latach 1974–1975 był stypendystą w USA.
Debiutował jako prozaik w 1955 na łamach czasopisma „Nowa Kultura”, drukiem i emisją radiową pierwszych rozdziałów swej powieści „Troje znad Czarnej Rzeki” uhonorowanej międzynarodową nagrodą literacką „Jeunesse du Monde”. W następnych latach wydał następujące książki: „Jaguar” (1959), „Kres” (1962) – powieść stanowiąca ostre i dramatyczne nawiązanie do animozji polsko-sowieckich, „Ruchome kamyki” (1964) – nagrodzony w konkursie literackim zbiór opowiadań wydany również w Wielkiej Brytanii, „Troje znad Czarnej Rzeki” (1975, 1978, 1981, 2010), „Jasność nocy” (1976, 1979), „Znak życia” (1977), „Kot” (1978, 1984), „Zakręt” (1979), „Solistka” (1980, 1985, 2007), „Punkt odniesienia” (1982), „Egzekucja” (1983), „Lekcja gimnastyki” (1984), „Zapamiętanie” (1984), „Opowiadania niemoralne” (1993), „Szał zamysłów” (1994), „Nasz brat Kain” (1999, 2008), „Miłość i inne sierpniowe wstrząsy” (2001), „Rzeczy pospolite (2006).
Spośród dwudziestu siedmiu sztuk teatralnych Jerzego Przeździeckiego wystawianych na wielu scenach krajowych i zagranicznych, najbardziej znane to: „Dzień oczyszczenia”, „Garść piasku”, „Ostatnie piętro”, „Wariat”, „Brylant”, „Rów”, „Werdykt”, „Wyż syberyjski” i „Masz ochotę na miłość?”. Wydane zostały: „Dzień oczyszczenia” (1963), „Rów” (1982), „Pasja” („Passion”) w języku polskim i niemieckim (2008), „Bunkier” (2004), „Tajemnica starego strychu” (2004), „Rzut na taśmę” (2005), „Korzenie traw (2007), „Grass footing” („Korzenie traw”) w wersji angielskiej (2008), „Pola Elizejskie” w języku niemieckim (2008), „Włamanie” – w miesięczniku DIALOG, „Bazar” (2007) + DVD 2008. Prapremiery sztuk zrealizowane w językach obcych: „Wycinanki” (nagroda) w j. węgierskim (Budapeszt), „Brylant” – w j. bułgarskim  (Sofia), w j. słowackim (Bratysława), „Ostatnie piętro” (Ryga), „Love Games” w j. angielskim (Londyn, Sydney, USA) i w j. niemieckim (Szwajcaria). „Werdykt” (wyróżnienie) w Polsce, realizacja – Nowy Jork. W sumie realizacje: Anglia, USA, Australia, Bułgaria, Czechy, Holandia, Iran, Łotwa, Niemcy, Norwegia, Polska, Rosja, Rumunia, Szkocja, Szwajcaria, Szwecja, Węgry.
Jerzy Przeździecki jest także autorem dwunastu scenariuszy filmów fabularnych. Najbardziej znane i nagradzane to: „Wyrok”, „Wycinanki”, „Zapalniczka”, „Dzień oczyszczenia”, „Pejzaż z bohaterem”, „Zielone lata”, „Deep End”, „Na samym dnie” – współautorstwo z J. Skolimowskim, „Wypadek”, „Wszystko gra”.
Pisarz ten ponadto stworzył kilkadziesiąt krótkich programów radiowych jako Fred Jenkins oraz słuchowisk pod własnym nazwiskiem, emitowanych także w radiofoniach zagranicznych. Otrzymał dziewiętnaście nagród, w tym – na wniosek Stowarzyszenia Pisarzy Polskich dwukrotnie został uhonorowany „Nagrodą Specjalną za Twórczość”. Jerzy Przeździecki otrzymał także tytuł „Philanthropos Honoris Causa” przyznawany przez Fundację Młodej Polonii dla darczyńców (2005). W 2008 został uhonorowany Nagrodą Artystyczną Miasta Sosnowca.
W 1949 zawarł związek małżeński z Olgą Jutkiewicz (rozwód 1968).
Zmarł w Warszawie, pochowany 21 grudnia 2020 w grobie rodzinnym na cmentarzu Wojskowym na Powązkach (kwatera D22-8-1).

## Twórczość
- Jaguar
- Kres
- Ruchome kamyki
- Troje z nad czarnej rzeki
- Jasność nocy
- Znak życia
- Kot
- Solistka
- Rów
- Punkt odniesienia
- Egzekucja
- Lekcja gimnastyki
- Zapamiętanie

## Ordery i odznaczenia
- Krzyż Kawalerski Orderu Odrodzenia Polski (2000)[6]
- Złoty Krzyż Zasługi (1973)[2]
- Odznaka „Weteran Walk o Wolność i Niepodległość Ojczyzny”
- Odznaka Honorowa ZAiKS-u (1993)[7]